# كوخ شيخ الإسلام (بشت أربابا)
کوخ شیخ الأسلام (بالفارسية: کوخ شیخ الاسلام) هي قرية تقع في إيران في قسم بشت أربابا الريفي. يقدر عدد سكانها بـ 370 نسمة بحسب إحصاء 2016.